# Organización Gehlen
La Organización Gehlen (abreviada en alemán como Gehlen Org) fue formada el 1 de abril de 1946 por las fuerzas de ocupación en la zona estadounidense de Alemania, sobre la base de las redes de injerencia internas creadas por los nazis en los países de Europa oriental y lideradas por el general nazi Reinhard Gehlen.
Fue la organización precursora del actual Servicio federal de Inteligencia (Bundesnachrichtendienst, o BND).

## Historia

### Orígenes y desarrollo
Su primera localización estaba en Oberursel, situada en el Taunus. Al final de 1947 se traslada a Pullach, que es donde está localizado el servicio de inteligencia federal hoy en día. Al final de los años 40 tuvo la organización Gehlen aproximadamente 4000 agentes de campo. El director de la organización Gehlen y más adelante primer presidente del Bundesnachrichtendienst, fue su fundador Reinhard Gehlen un exgeneral de la Wehrmacht, entregado brevemente después del final de la Segunda Guerra Mundial a las tropas de los EE. UU.

### Guerra Fría
Pocos meses más adelante desarrollaron una organización a favor de los aliados occidentales y con la ayuda de las autoridades y ayuda de los norteamericanos atrajo a muchos excompañeros de trabajo anteriores del “departamento del extranjero de los ejércitos del este” (Abteilung Fremde Heere) —un servicio secreto dentro de las fuerzas armadas—, conducido antes por ellos, hacia una nueva carrera en la joven república federal . Entre ellas también estaban antiguos funcionarios de las SS, el SD, la Gestapo y el Abwehr, responsables en muchos casos de terribles crímenes de guerra. Eran la espina dorsal de esta organización y sobre todo los oficiales de las ex fuerzas armadas. La Gehlen Org tenía aproximadamente 400 agentes de alta graduación. El gobierno de los EE. UU. estaba interesado en el conocimiento especializado de esta gente que trabajó para el Tercer Reich, sus propios servicios secretos venían siguiéndolos durante bastante tiempo, cuando la Guerra Fría comenzó a aparecer, apenas conocimiento se tenía sobre las fuerzas armadas de los soviets. Aparte del espionaje militar contra la zona soviética de ocupación y de otros países del bloque del este la organización Gehlen debe rechazar también dentro de lo posible el “peligro comunista" dentro de la República Federal de Alemania. El nuevo servicio secreto fue funcionado en parte por los americanos primero como agencia del ejército de los EE. UU., asumiendo el control Gehlen más adelante, el 1 de julio de 1949.
La Organización Gehlen fue el arma más exitosa de EE. UU. en la Guerra Fría y fue posible únicamente gracias al encubrimiento por parte de la CIA, que en muchos casos proporcionaba nuevas identidades e incluso ciudadanía estadounidense a personajes que de otra manera tendrían que haber sido procesados en los Juicios de Núremberg. Contaba con miles y miles de "topos" infiltrados en la KGB soviética. Todos sus Agentes operaban en Alemania Oriental y en Rusia, y eventualmente en los demás países "satélites" soviéticos. Gehlen fue su creador y se mantuvo en el más alto cargo, gracias a que sólo el mismo conocía la identidad de todos los "Topos", su ubicación, sus "alias", etc. Su "red de agentes" eran oficiales nuevos que sólo actuaban como "enlaces" con los "topos". Este sistema de control fue luego adquirido por la CIA y se mantiene hasta nuestros días.